# Florian Wirtz
Florian Richard Wirtz (sinh ngày 3 tháng 5 năm 2003) là một cầu thủ bóng đá chuyên nghiệp người Đức hiện đang thi đấu ở vị trí tiền vệ tấn công hoặc tiền vệ cánh cho câu lạc bộ Premier League Liverpool và đội tuyển bóng đá quốc gia Đức. Anh được đánh giá là một trong những tiền vệ xuất sắc nhất thế giới trong thế hệ của mình.

## Sự nghiệp câu lạc bộ

### Sự nghiệp ban đầu
Được coi là một tài năng trẻ của bóng đá Đức, Wirtz gia nhập đội trẻ của 1. FC Köln vào năm 2010, nơi anh ở lại cho đến khi được Bayer Leverkusen ký hợp đồng vào tháng 1 năm 2020.

### Bayer Leverkusen

#### 2020: Những ngày đầu tiên
Sau khi gây ấn tượng cho đội U-17, Wirtz đã có trận ra mắt chuyên nghiệp cho câu lạc bộ Bayer Leverkusen tại Bundesliga vào ngày 18 tháng 5, bắt đầu trong trận đấu trên sân khách với Werder Bremen. Anh đã vượt qua Kai Havertz để trở thành cầu thủ trẻ nhất của Leverkusen trong ra mắt giải đấu khi mới 17 tuổi 15 ngày. Vào ngày 6 tháng 6, Wirtz ghi bàn thắng đầu tiên cho Leverkusen ở phút 89 trong trận thua 2–4 trên sân nhà trước Bayern Munich, giúp Wirtz trở thành cầu thủ ghi bàn trẻ nhất trong lịch sử Bundesliga khi 17 tuổi và 34 ngày, trước khi bị Youssoufa Moukoko, 16 tuổi 28 ngày, vượt qua chưa đầy một năm sau. Vào ngày 22 tháng 10, anh ghi bàn thắng đầu tiên trong các đấu trường châu Âu cho câu lạc bộ trong chiến thắng 6–2 trước Nice tại Europa League 2020–21.

#### 2020–2023: Chấn thương dài hạn và trở lại phong độ
Wirtz đã ký gia hạn hợp đồng với câu lạc bộ vào ngày 23 tháng 12 năm 2020 và gia hạn hợp đồng đến năm 2023. Vào ngày 19 tháng 1 năm 2021, anh ghi bàn thắng quyết định ở phút thứ 80 trong chiến thắng 2-1 trên sân nhà của Leverkusen trước Borussia Dortmund. Wirtz ghi bàn thắng thứ năm trong sự nghiệp ở Bundesliga trong chiến thắng 5–2 trước VfB Stuttgart vào ngày 6 tháng 2. Anh trở thành cầu thủ đầu tiên trong lịch sử giải đấu đạt được điều này trước khi bước sang tuổi 18. Vào ngày 3 tháng 5 năm 2021 và đồng thời vào sinh nhật 18 tuổi của anh, anh gia hạn hợp đồng với đội đến năm 2026. Vào ngày 28 tháng 11 năm 2021, Wirtz ghi bàn thắng thứ năm tại Bundesliga trong mùa giải trong chiến thắng 1-3 trước RB Leipzig để trở thành cầu thủ dưới 19 tuổi đầu tiên ghi hơn 10 bàn thắng tại Bundesliga. Vào ngày 15 tháng 12, tại trận đấu trước Hoffenheim, anh trở thành cầu thủ trẻ nhất ra sân 50 lần tại Bundesliga khi mới 18 tuổi 223 ngày.
Vào ngày 13 tháng 3 năm 2022, Wirtz bị rách dây chằng chéo trước trong trận thua 0-0 trước 1. FC Köln. Vì thế, anh đã phải bỏ lỡ phần còn lại của mùa giải Bundesliga 2021–22. Vào ngày 22 tháng 1 năm 2023, anh chơi trận đấu đầu tiên sau 10 tháng, vào sân từ băng ghế dự bị trong chiến thắng 3–2 trên sân khách trước Borussia Mönchengladbach.

#### 2023–24: Cú đúp quốc nội và cầu thủ xuất sắc nhất mùa giải
Vào ngày 26 tháng 10 năm 2023, anh ghi một bàn thắng và lập hat-trick kiến tạo trong chiến thắng 5–1 trước Qarabağ ở vòng bảng Europa League 2023–24. Vào ngày 14 tháng 4 năm 2024, Wirtz ghi hat-trick đầu tiên trong sự nghiệp để giúp Bayer Leverkusen giành chiến thắng lịch sử 5–0 trước Werder Bremen và đồng thời giúp Bayer giành chức vô địch giải VĐQG Đức đầu tiên.

## Sự nghiệp quốc tế

### Những năm đầu tiên
Wirtz lần đầu tiên được triệu tập vào đội tuyển quốc gia để chuẩn bị cho vòng loại FIFA World Cup 2022 vào tháng 3 năm 2021. Anh ra mắt đội tuyển vào ngày 2 tháng 9 trong vòng loại World Cup thi đấu với Liechtenstein, với chiến thắng 2–0 trên sân khách. Anh vào sân ở phút 82 để Joshua Kimmich ra nghỉ. Vào tháng 5 năm 2022, huấn luyện viên đội tuyển quốc gia Đức Hansi Flick bày tỏ sẵn sàng điền tên anh vào đội hình cuối cùng tham dự FIFA World Cup 2022, tuy nhiên anh đã phải bỏ lỡ giải đấu này do rách dây chằng chéo. Vào ngày 23 tháng 3 năm 2024, anh ghi bàn thắng đầu tiên cho đội tuyển quốc gia chỉ sau bảy giây trong trận giao hữu với Pháp, trở thành bàn thắng nhanh thứ hai từng được ghi trong một trận đấu của đội tuyển quốc gia sau cầu thủ bóng đá người Áo Christoph Baumgartner, người đã ghi bàn chỉ sau sáu giây vào Slovakia.

### UEFA Euro 2024
Vào ngày 16 tháng 5 năm 2024, Wirtz có tên trong đội hình sơ bộ gồm 27 người của huấn luyện viên Julian Nagelsmann cho UEFA Euro 2024. Anh được xác nhận có mặt trong đội hình 26 người chung cuộc vào ngày 7 tháng 6. Vào ngày 14 tháng 6, anh ghi bàn mở tỷ số trong chiến thắng 5–1 trước Scotland và trở thành cầu thủ Đức trẻ nhất ghi bàn ở giải vô địch châu Âu khi mới 21 tuổi 42 ngày. Bên cạnh đó, anh cũng phá vỡ kỷ lục trước đó của người đồng hương Kai Havertz. Trong trận tứ kết gặp Tây Ban Nha, Wirtz vào thay Leroy Sané ở hiệp một và ghi bàn thắng gỡ hòa cho Đức ở phút 89 và đưa trận đấu bước sang hiệp phụ. Thế nhưng, Tây Ban Nha ghi một bàn thắng nữa bởi Mikel Merino ở phút 119 để giành chiến thắng chung cuộc với tỷ số 2–1, khiến Đức bị loại khỏi giải đấu.

### UEFA Nations League 2024–25
Vào tháng 9 năm 2024, Florian Wirtz ghi một bàn thắng và lập một pha kiến tạo trong trận ra mắt UEFA Nations League trong chiến thắng 5–0 trước Hungary. Vào ngày thi đấu thứ năm của giải đấu, Wirtz đã ghi bàn thắng đầu tiên từ cú đá phạt trong sự nghiệp chuyên nghiệp của mình và ghi cú đúp đầu tiên cho đội tuyển quốc gia Đức trong chiến thắng 7–0 trước Bosnia và Herzegovina. Cuối cùng, Đức đã đứng đầu vòng bảng và giành quyền vào vòng đấu loại trực tiếp. Trong trận tứ kết gặp Ý, anh đã bỏ lỡ do chấn thương nhưng Đức đã giành chiến thắng. Ở bán kết, anh đã ghi một bàn thắng bằng đầu vào lưới Bồ Đào Nha nhưng đã không thể cứu vãn tình hình vì đội của anh đã bị loại khỏi giải đấu.

## Phong cách chơi bóng
Wirtz là một tiền vệ tấn công mặc dù anh cũng có thể chơi rộng ở bên trái như một cầu thủ chạy cánh đảo ngược. Anh có tư duy tấn công rõ rệt và là một tiền vệ rất năng động và có khả năng bao quát nhiều vị trí.

## Đời tư
Wirtz sinh năm 2003 tại Pulheim, quận Brauweiler, Nordrhein-Westfalen và lớn lên ở đó. Sau khi ra trường tiểu học, anh học tại trường trung học của thành phố nơi anh chơi cho đội bóng của trường và tham gia các giải đấu khu vực. Anh có chín anh chị em. Cha anh, ông Hans-Joachim Wirtz, từng là cựu quan chức Biên phòng Liên bang Đức và là chủ tịch đầu tiên của SV Grün-Weiß Brauweiler. Chị gái anh, Juliane Wirtz, cũng là một cầu thủ bóng đá và hiện đang chơi cho Werder Bremen và từng là cầu thủ trẻ quốc gia. Cả hai đều bắt đầu sự nghiệp tại câu lạc bộ của cha họ và tại 1. FC Köln. Juliane ra mắt tại Frauen-Bundesliga vào năm 2018 ở tuổi 16 cho đội bóng đá nữ của Bayer 04 Leverkusen.
Nhờ những thành tích của mình ở cấp độ trẻ, Hiệp hội bóng đá Đức đã trao cho anh Huy chương Fritz Walter ở cấp độ U-17 trẻ vào tháng 8 năm 2020. Vào tháng 11 năm 2021, Wirtz được đề cử cho cúp Kopa, giải thưởng được France Football trao giải cho các cầu thủ U-21 xuất sắc nhất thế giới trong năm. Anh đứng thứ 7 trong số những cầu thủ được đề cử năm đó.

## Thống kê sự nghiệp

### Câu lạc bộ
Tính đến 17 tháng 5 năm 2025
| Câu lạc bộ          | Mùa giải            | Giải vô địch        | Giải vô địch | Giải vô địch | Cúp quốc gia | Cúp quốc gia | Cúp Liên đoàn | Cúp Liên đoàn | Châu lục | Châu lục | Khác | Khác | Tổng cộng | Tổng cộng |
| Câu lạc bộ          | Mùa giải            | Hạng đấu            | Trận         | Bàn          | Trận         | Bàn          | Trận          | Bàn           | Trận     | Bàn      | Trận | Bàn  | Trận      | Bàn       |
| ------------------- | ------------------- | ------------------- | ------------ | ------------ | ------------ | ------------ | ------------- | ------------- | -------- | -------- | ---- | ---- | --------- | --------- |
| Bayer Leverkusen    | 2019–20             | Bundesliga          | 7            | 1            | 1            | 0            | —             | —             | 1        | 0        | —    | —    | 9         | 1         |
| Bayer Leverkusen    | 2020–21             | Bundesliga          | 29           | 5            | 2            | 1            | —             | —             | 7        | 2        | —    | —    | 38        | 8         |
| Bayer Leverkusen    | 2021–22             | Bundesliga          | 24           | 7            | 1            | 0            | —             | —             | 6        | 3        | —    | —    | 31        | 10        |
| Bayer Leverkusen    | 2022–23             | Bundesliga          | 17           | 1            | 0            | 0            | —             | —             | 8        | 3        | —    | —    | 25        | 4         |
| Bayer Leverkusen    | 2023–24             | Bundesliga          | 32           | 11           | 6            | 3            | —             | —             | 11       | 4        | —    | —    | 49        | 18        |
| Bayer Leverkusen    | 2024–25             | Bundesliga          | 31           | 10           | 4            | 0            | —             | —             | 9        | 6        | 1    | 0    | 45        | 16        |
| Bayer Leverkusen    | Tổng cộng           | Tổng cộng           | 140          | 35           | 14           | 4            | —             | —             | 42       | 18       | 1    | 0    | 197       | 57        |
| Liverpool           | 2025–26             | Premier League      | 0            | 0            | 0            | 0            | 0             | 0             | 0        | 0        | 0    | 0    | 0         | 0         |
| Tổng cộng sự nghiệp | Tổng cộng sự nghiệp | Tổng cộng sự nghiệp | 140          | 35           | 14           | 4            | 0             | 0             | 42       | 18       | 1    | 0    | 197       | 57        |

1. ↑  Bao gồm DFB-Pokal và FA Cup
2. ↑  Bao gồm EFL Cup
3. 1 2 3 4 5  Ra sân tại UEFA Europa League
4. ↑  Ra sân tại UEFA Champions League
5. ↑  Ra sân tại DFL-Supercup

### Quốc tế
Tính đến 8 tháng 6 năm 2025
| Đội tuyển quốc gia | Năm       | Trận | Bàn |
| ------------------ | --------- | ---- | --- |
| Đức                | 2021      | 4    | 0   |
| Đức                | 2023      | 10   | 0   |
| Đức                | 2024      | 15   | 6   |
| Đức                | 2025      | 2    | 1   |
| Tổng cộng          | Tổng cộng | 31   | 7   |

Bàn thắng quốc tế
Tính đến 8 tháng 6 năm 2025
Tỷ số và kết quả liệt kê bàn thắng của Đức được để trước, cột tỷ số cho biết tỷ số sau mỗi bàn thắng của Wirtz.
| # | Ngày                 | Địa điểm                            | Trận | Đối thủ              | Bàn thắng | Kết quả      | Giải đấu                                |
| - | -------------------- | ----------------------------------- | ---- | -------------------- | --------- | ------------ | --------------------------------------- |
| 1 | 23 tháng 3 năm 2024  | Parc Olympique Lyonnais, Lyon, Pháp | 15   | Pháp                 | 1–0       | 2–0          | Giao hữu                                |
| 2 | 14 tháng 6 năm 2024  | Allianz Arena, Munich, Đức          | 19   | Scotland             | 1–0       | 5–1          | UEFA Euro 2024                          |
| 3 | 5 tháng 7 năm 2024   | MHPArena, Stuttgart, Đức            | 23   | Tây Ban Nha          | 1–1       | 1–2 (s.h.p.) | UEFA Euro 2024                          |
| 4 | 7 tháng 9 năm 2024   | Merkur Spiel-Arena, Düsseldorf, Đức | 24   | Hungary              | 3–0       | 5–0          | UEFA Nations League 2024–25             |
| 5 | 16 tháng 11 năm 2024 | Europa-Park Stadion, Freiburg, Đức  | 28   | Bosna và Hercegovina | 4–0       | 7–0          | UEFA Nations League 2024–25             |
| 6 | 16 tháng 11 năm 2024 | Europa-Park Stadion, Freiburg, Đức  | 28   | Bosna và Hercegovina | 5–0       | 7–0          | UEFA Nations League 2024–25             |
| 7 | 4 tháng 6 năm 2025   | Allianz Arena, Munich, Đức          | 30   | Bồ Đào Nha           | 1–0       | 1–2          | Vòng chung kết UEFA Nations League 2025 |

## Danh hiệu

### Câu lạc bộ
Bayer Leverkusen
- Bundesliga: 2023–24
- DFB-Pokal: 2023–24
- DFL-Supercup: 2024
- Á quân UEFA Europa League: 2023–24

### Đội tuyển quốc gia
U-21 Đức
- Giải vô địch bóng đá U-21 châu Âu: 2021

### Cá nhân
- Huy chương vàng Fritz Walter hạng U-19: 2022
- Huy chương vàng Fritz Walter hạng U-17: 2020
- Cầu thủ của tháng Bundesliga: Tháng 9 năm 2021, tháng 10 năm 2023
- Đội hình xuất sắc nhất mùa giải Bundesliga: 2021–22
- Tân binh xuất sắc nhất mùa giải VDV Bundesliga: 2021–22
- Đội hình xuất sắc nhất của mùa giải VDV Bundesliga: 2021–22
- Cầu thủ trẻ xuất sắc nhất của mùa giải UEFA Europa League: 2022–23
- Đội hình bóng đá nam châu Âu xuất sắc nhất mùa giải của The Athletic: 2023–24